# Равенна Маре
Равенна–Маре (італ. Ravenna Mare) — газове родовище в Італії. Запаси 20 млрд м3. Річний видобуток 0.2 млрд м3.
Родовище почали розробляти 1960 року, на шельфі Адріатичного моря, неподалік від села Лідо-Адріано. Перші дві свердловини було пробурено влітку 1960 року, але вони виявилися непродуктивними. Лише третя свердловина, яку пробурили 8 жовтня 1960 року дала результат.